# Hamurabi
Hamurabi (с англ. — «Хамураби» или «Хамурапи») — текстовая игра об управлении землями и ресурсами, является одной из самых первых компьютерных игр. Название является сокращением от имени вавилонского царя Хаммурапи, в соответствии с ограничением в 8 символов.

## История
Дуг Даймент (англ. Doug Dyment) написал The Sumer Game на DEC PDP-8 в 1968 году как демонстративную программу для языка Фокал. Затем Дэвид Х. Ал портировал её на BASIC той же PDP-8. Игра распространилась за пределами единственного типа мини-компьютеров, когда Ал опубликовал её расширенный вариант в BASIC Computer Games — первом компьютерном бестселлере. Расширенная версия была переименована в восьмисимвольное Hamurabi с добавление аттестации в конец игры. Эта версия была затем портирована на множество различных микрокомпьютеров.

## Игровой процесс
Как и многие другие игры времён BASIC, игра имела числовые данные. Как правитель, игрок может покупать и продавать землю, покупать зерна и решать, сколько зерна отправлять в своё царство.
Скотт Розенберг, в книге Dreaming in Code (с англ. — «Мечтая в коде»), написал о своей встрече с игрой:

Мне было 15 лет, и я был буквально влюблён в игру под названием «Шумер / Sumer», которая делала меня правителем в древнем городе-государстве Плодородного полумесяца. Сегодняшние игроки могут посмеиваться над её грубостью: её интерфейс состоял из текста всеми заглавными, выводившегося строчка за строчкой на бумажном свитке. Вы принимали решения, выделяя бушели зерна для еды и посадки, а затем программа рассказывала вам о том, как ваш город менялся год за годом. «Hamurabi» сообщал, как подобострастный премьер-министр боявшийся казни: «Я осмеливаюсь доложить…»

Через пару дней я исчерпал возможности игры. Но в отличие от большинства игр, которые увлекают подростков сегодня, «Шумер» побуждал покопаться в нём. Любой желающий может проверить его внутренности: игра была набором простых инструкций для компьютера, которые были записаны на бумажной перфоленте в строчках по восемь отверстий.
Оригинальный текст (англ.)I was fifteen years old and in love with a game called Sumer, which put me in charge of an ancient city-state in the Fertile Crescent. Today's computer gamers might snicker at its crudity: its progress consisted of all-capital type pecked out line by line on a paper scroll. You'd make decisions, allocating bushels of grain for feeding and planting, and then the program would tell you how your city was doing year by year. "Hamurabi," it would announce, like an obsequious prime minister who feared beheading, "I beg to report..."

Within a couple of days of play I'd exhausted the game's possibilities. But unlike most of the games that captivate teenagers today, Sumer invited tinkering. Anyone could inspect its insides: the game was a set of simple instructions to the computer, stored on a paper tape coded with little rows of eight holes.

В конце игра сравнивает игрока с историческими правителями (например, «Ваше жёсткое правление напоминает Нерона и Ивана IV»), что традиционно для многих современных стратегических игр.

## Влияние
Hamurabi повлияла на такие игры как Sid Meier Civilization и вдохновила ряд подобных тренажеров управления ресурсами:
- Kingdom (1974)[5], Ли Шнайдер и Тодд Ворос.
- Dukedom[англ.][6][7] (1976), расширенная версия Hamurabi.
- King[5] (1978), Джеймс А. Сторр (англ. James A. Storer); перенос в современный мир, была напечатана Алом в More Basic Computer Games.
- Santa Paravia en Fiumaccio[англ.] (1978), Джордж Бланк; события происходят в Италии эпохи возрождения.
- Dynasty (1978), Виман Фонг (англ. Weyman Fong); несколько расширенный вариант Hamurabi на Apple II; перенос в феодальный Китай.
- Manor (1986), производная Dukedom.